# Nooshi Dadgostar
Mehrnoosh Dadgostar (en farsi: مهرنوش دادگستر; Perstorp, 20 de juny de 1985), més coneguda com a Nooshi Dadgostar, és una política sueca. Membre del Parlament de Suècia d'ençà del 2014. Va ser vicepresidenta del Partit de l'Esquerra a partir de 2018 abans d'assolir-ne la presidència que ocupa d'ençà del 2020.